# Schizothorax davidi
Schizothorax davidi és una espècie de peix cipriniforme de la família dels ciprínids.

## Morfologia
Els mascles poden assolir els 39,5 cm de longitud total.

## Distribució geogràfica
Es troba a Sichuan i Yunnan (Xina).